# Publio Cornelio Lentulo Spintere
Publio Cornelio Lentulo Spintere (in latino Publius Cornelius Lentulus Spinther, in greco antico Πόπλιος Κορνήλιος Λέντλος Σπινθήρ; ... – Farsalo, 48 a.C.) è stato un politico romano del I secolo a.C..

## Biografia
Figlio di un Publio Cornelio Lentulo (a sua volta figlio di un Gneo Cornelio Lentulo, forse il console del 97), sembra che il soprannome sia stato dovuto ad un attore che gli somigliava. Era molto probabilmente fratello di Lentulo Crure.
Questore nel 74 a.C., edile nel 63 a.C. e pretore nel 60 a.C., fu proconsole in Spagna Citeriore.
Diventò console nel 57 a.C. supportato da Pompeo e Cesare, in coppia con Quinto Cecilio Metello Nepote minore che a sua volta, dopo essere stato pompeiano, si era allontanato dalla sua schiera di seguaci in seguito al divorzio di Pompeo, di ritorno dall'Oriente, dalla sua sorellastra Mucia Terzia. Divenuto console Lentulo Spintere si impegnò subito per il ritorno a Roma di Cicerone, che era stato esiliato tramite una legge del tribuno della plebe Publio Clodio Pulcro. Nell'anno in cui Spintere fu console, Clodio, che era appoggiato dal fratello pretore Appio Claudio Pulcro e dall'altro console in carica, fece di tutto per ostacolare il ritorno di Cicerone, nonostante due tribuni della plebe, Tito Annio Milone e Quinto Fabrizio, sostenuti dallo stesso Lentulo Spintere e da alcuni pretori, avessero avanzato una rogazione in suo favore da votare il 23 gennaio. I filo-ciceroniani furono però dispersi e la loro proposta repressa nel sangue. Il ritorno di Cicerone avvenne solo quando il console Quinto Cecilio Metello Nepote minore, spinto proprio dal collega, dagli ottimati e da Pompeo, fu costretto a cambiare la propria opinione in merito. A quel punto il senato, proprio su proposta di Lentulo Spintere, accettò il richiamo che fu poi confermato dal popolo.
Successivamente si impegnò per riportare al potere in Egitto il faraone Tolomeo XII Aulete, contro il quale si era mosso ancora una volta Clodio. Egli, infatti, negli stessi anni dell'esilio di Cicerone, per allontanare lo sgradito Marco Porcio Catone da Roma, gli affidò il compito di occupare l'isola di Cipro, cacciandone però il re Tolomeo di Cipro (fratello di quel Tolomeo XII Aulete sopra citato). La mossa di Clodio ben si legava col desiderio degli affaristi romani di conquistare Cipro e, al tempo stesso, di capovolgere lo stato di pace che si era instaurato tra Roma e l'Egitto a partire dal 59 a.C.. Ad ogni modo, completata Catone la sua missione tra 57 a.C. e 56 a.C. e aggregata Cipro alla Cilicia, Lentulo Spintere fu invitato a recarsi in Oriente, questa volta in Cilicia. Intanto Cicerone, rientrato dall'esilio, sosteneva che il problema dell'Egitto potesse risolversi diplomaticamente e fu proprio lui a sostenere in senato l'idea che Pompeo non dovesse occuparsi della questione e che fosse invece affidato il compito a Lentulo Spintere, in procinto di partire per la Cilicia (nel 56 a.C.). Sarebbe toccato dunque a lui riaccompagnare Tolomeo XII in Egitto, benché quest'ultimo avrebbe preferito Pompeo in persona. Lo stesso Pompeo avrebbe voluto sostituirsi a lui, ma a intervenire contro il suo proposito furono gli oracoli sibillini che sconsigliavano di accompagnare il faraone con delle forze armate. Probabilmente il testo fu creato appositamente per impedire a Pompeo di partire, facendo leva sul carattere collettivo e politico della religione a Roma. Così, malgrado l'opposizione di Pompeo, fu la tesi ciceroniana a prevalere. Intanto, Lentulo Spintere divenne governatore della Cilicia negli anni 56-53 a.C., dove era presente almeno una legione (la XVIII). Nel 51 a.C. gli venne riconosciuto il trionfo in seguito ai suoi successi militari.
Allo scoppio della guerra civile tra Cesare e Pompeo si schierò con quest'ultimo. Come è raccontato nei Commentarii de bello civili cercò inutilmente di difendere Corfinio insieme a Lucio Domizio Enobarbo. Catturato, gli fu risparmiata la vita. Egli infatti, durante l'assedio, chiese di poter avere un incontro con Cesare, che gli fu accordato. Al proconsole della Gallia chiese la grazia della vita, pregandolo di perdonarlo e ricordandogli l'antica amicizia e i benefici ricevuti da Cesare. Quest'ultimo interrompendone il discorso dice di non essere giunto:
(Cesare, De bello civili, I, 21.)
Dopo essere stato rassicurato da queste parole, Lentulo ottenne di poter tornare in città, anche per confortare gli altri, poiché risultando tanto spaventati potevano essere spinti a decisioni estreme sulla propria vita.
Tornato da Pompeo combatté nella Battaglia di Farsalo, dove trovò la morte, ucciso durante la fuga dei pompeiani in seguito alla schiacciante sconfitta subita. La sua morte fu forse ordinata da Cesare stesso. In realtà, vi sono diverse perplessità intorno alla sua morte. La maggioranza delle fonti l'accertano al 48 a.C. a Farsalo, eppure permane il mistero del conio di una moneta a suo nome datato al 42 a.C.. L'esistenza di una moneta con l'incisione del nome di Lentulo Spintere dovrebbe essere sinonimo certo del fatto che fosse ancora in vita in quella data. Si pensa invece che il Lentulo Spintere autore del conio non sia Publio, bensì il figlio Lucio Cornelio Lentulo Spintere, e questo spiegherebbe l'incongruenza delle date.